# 笛吹川

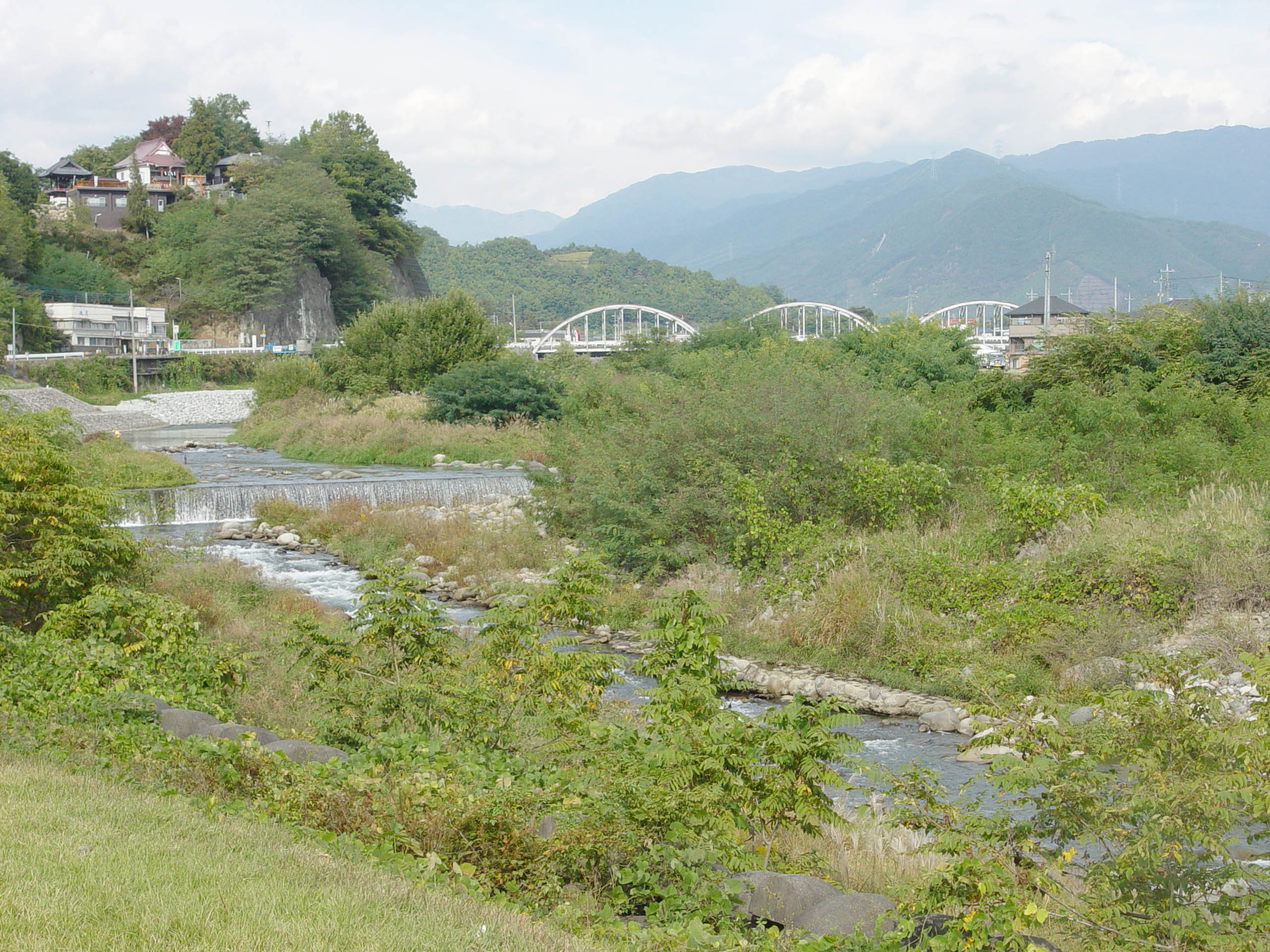
山梨市内を流れる笛吹川。左側は差出の磯

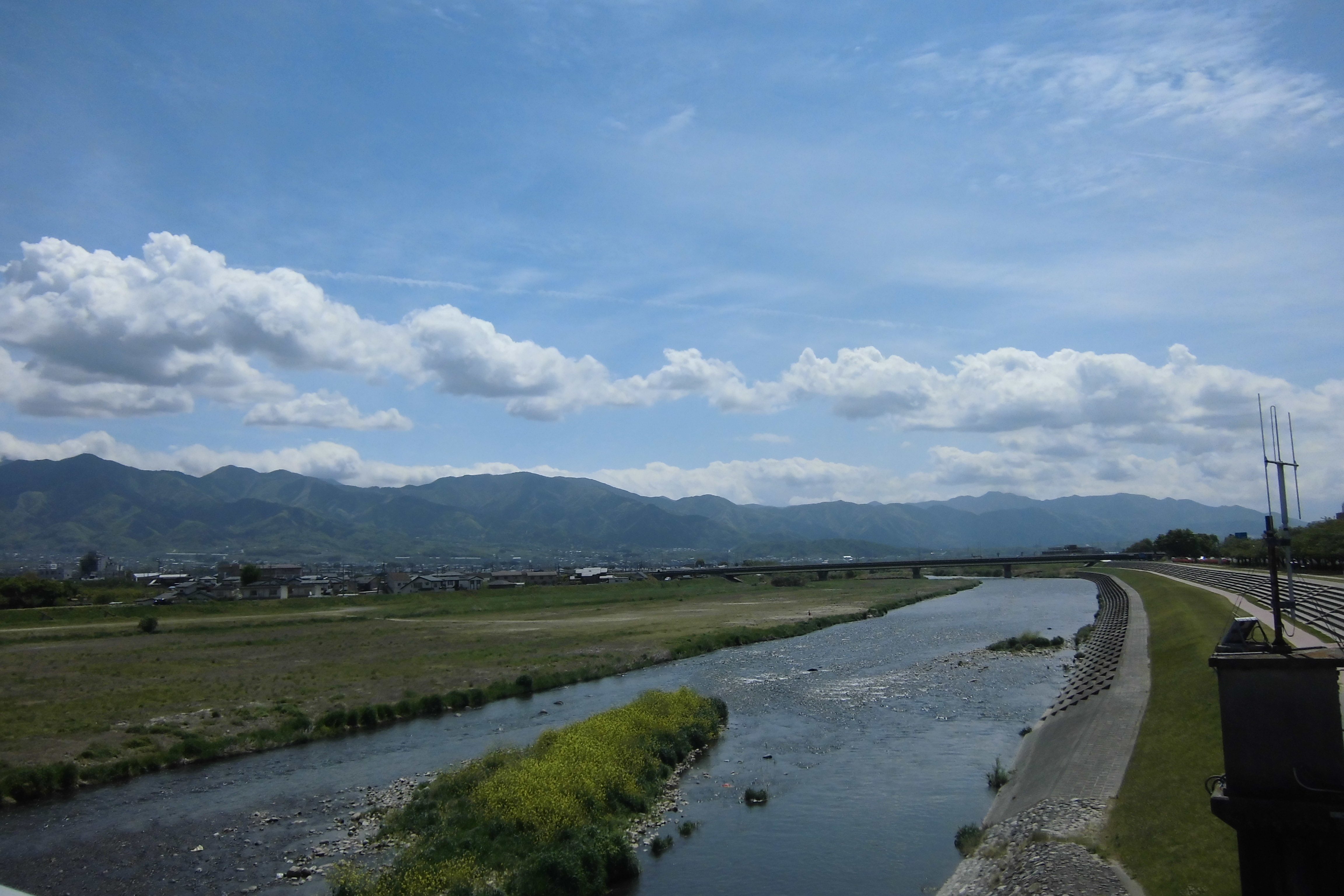
笛吹市・鵜飼橋から南側の遠景。

笛吹川（ふえふきがわ）は、日本三大急流の富士川水系の一級河川。
深沢七郎は、この川を題材に小説『笛吹川』を書いた。木下惠介監督によって1960年に『笛吹川』として映画化もされている。

## 地理・歴史
山梨県山梨市北部の甲武信ヶ岳・国師ヶ岳に源を発する東沢渓谷と、国師ヶ岳・奥千丈岳に源を発する西沢渓谷を上流部に持つ。広瀬湖（広瀬ダム）を経て甲州市を下り、甲府盆地の南東を潤し、南巨摩郡富士川町で富士川（釜無川）に合流する。
流域に扇状地を多く形成している。灌漑用水を整備した果樹園ではブドウなどの果実栽培が盛んである。
笛吹川の名の由来は、「笛吹権三郎」と呼ばれる民話に語られており、川の音が権三郎の吹く篠笛の音のように聞こえることから、誰とはなしに笛吹川というようになったと言われている。江戸時代には甲斐国の鮎が名産として知られ、宝暦2年（1752年）の『裏見寒話』や嘉永3年（1850年）の『甲斐廼手振』には荒川・釜無川とともに笛吹川の鮎が名産として記されている。笛吹市石和町では石和鵜飼も行われている。
江戸時代の甲州街道において、笛吹川は多摩川、鶴川とならび橋が架けられていない川の一つであり、渡船が存在していた。

## 流域の自治体
山梨県
山梨市、甲州市、笛吹市、中央市、甲府市、西八代郡市川三郷町
2004年10月12日、東八代郡一宮町・御坂町・石和町・境川村・八代町および東山梨郡春日居町が合併して、河川名に因む笛吹市が設置された。

## 治水
奥秩父山塊の南側を太平洋に向かって下る斜面にある急峻な暴れ川で、広瀬ダムや付属する水力発電所などで雨量に合わせて流量を調整する努力が払われている。
山梨市の万力林は、古くからの水難所であった当地に、天正年間より本格的に整備された。

### 洪水
最上川、球磨川とともに日本三大急流のひとつである富士川水系の笛吹川は地形が急峻なため、梅雨や集中豪雨、台風により洪水が起こりやすくなっている。
中でも1907年（明治40年）8月22日からの大雨で発生した明治40年の大水害は笛吹川流域を中心に洪水による被害を引き起こし、笛吹川本流の流路が約7kmに渡って変化した。それまでの笛吹川は甲州街道（現国道411号）、笛吹橋の少し上流付近より西方向に流れ、温泉旅館、観光ホテルなどが立ち並ぶ現在の石和温泉街を西に流れた後、石和町と甲府市の境界を流れる（現在の）平等川を経由し、旧中道町の北東部にある白井河原橋付近で現在の笛吹川本流につながっていた。この洪水による土手決壊及び旧河川敷の土砂堆積により南西方向へ流路を変え、その結果、多数の農民や住民が新河川流路整備の土地収用のため、農地・住居等の移転を余儀なくされた。現在の笛吹市役所庁舎前や国道20号付近を流れる部分の笛吹川は、明治後期までは存在していなかった。
- 1907年（明治40年）8月
- 1936年（昭和11年）9月
- 1947年（昭和22年）9月
- 1948年（昭和23年）9月
- 1959年（昭和34年）8月・9月
- 1961年（昭和36年）6月
- 1966年（昭和41年）9月
- 1982年（昭和57年）8月
- 1983年（昭和58年）8月
- 1991年（平成3年）9月

## 観光
上流の西沢渓谷は滝による渓谷美や紅葉で人気がある。広瀬湖近辺を含めて道路などが整備され、気軽に自然を味わうことが出来るようになっている。テレビ朝日の刑事ドラマ『西部警察』part1の第47話「笛吹川有情」では、ロケ地として石和グランドホテル（現在は倒産して無くなっている）が使われた。
前述のように、中流部では石和鵜飼が観光客を集めている。

## 支流
- 荒川
- 濁川
- 平等川
- 兄川
- 重川
- 金川
- 鼓川
- 徳和川
- 日川

## 橋梁
上流から下流の順に
- 滝見橋
- 一之橋
- 千原松ノ木橋
- 御幸橋（フルーツライン）
- 鍛冶屋橋（山梨県道219号柳平塩山線）
- 新鍛冶屋橋（国道140号）
- 新隼橋（国道140号）
- 岩手橋
- 八幡橋（山梨県道303号市之蔵山梨線）
- 亀甲橋（山梨県道205号三日市場南線）
- 万力大橋
- 根津橋（山梨県道216号万力小屋敷線）
- JR東日本中央本線笛吹川橋梁（山梨市駅西側付近）
- 神徳橋
- 桑戸橋
- 大野桑戸橋（山梨県道208号下神内川石和温泉停車場線）
- 笛吹橋（国道411号、山梨県道314号一宮山梨線）
- 鵜飼橋（山梨県道302号石和温泉停車場線）
- 石和橋（国道20号勝沼バイパス）
- 万年橋
- 蛍見橋（山梨県道22号甲府笛吹線）
- 砂原橋
- 白井河原橋（国道140号）
- 中道橋（山梨県道113号甲府精進湖線）
- 下曽根橋（国道358号）
- JR東海身延線笛吹川橋梁（甲斐上野駅と東花輪駅の間）
- 桃林橋（山梨県道3号甲府市川三郷線）
- 三郡東橋（国道140号）

## 生物
魚類
アブラハヤ、アマゴ、アユ、イワナ、ウグイ、オイカワ、カジカ、ヨシノボリ、ワカサギ、ナマズ